# 한국천문올림피아드
한국천문올림피아드(Korea Astronomy Olympiad, KAO)는 한국천문올림피아드위원회가 주관하는 대한민국의 국가 공인 천문학 올림피아드이다. 이 올림피아드를 통해 국제천문올림피아드 및 국제 천문학 및 천체물리학 올림피아드(IOAA), 아시아-태평양 천문올림피아드(APAO)에 대한민국 자격으로 출전할 학생들을 선발한다.

## 목표
한국천문올림피아드의 목적은 다음과 같다.
- 청소년들에게 중·고등학교 시절부터 천문학 전반에 걸친 이론 및 천체관측에 접할 기회를 제공함으로써 기초과학에 대한 관심을 고취시킨다.
- 천문학 영재들을 조기에 발굴ㆍ교육함으로써, 미래에 우리나라 뿐 아니라 전 세계를 무대로 활동하는 천문학자로 성장할 수 있도록 지원한다.
- 국제천문올림피아드에 한국대표 학생들을 참가시켜, 전 세계 천문학 영재들과의 교류를 통해 국제적 친선을 도모하고, 천문학 분야에서 한국의 우수성을 보여줌으로써 대한민국의 국가 위상을 드높인다
- 국민들의 과학 마인드 함양을 위한 과학 대중화에 기여한다.